# Jang Keun-suk
Jang Keun-suk (hangul: 장근석, hancha: 朴炯植; ur. 4 sierpnia 1987 w Danyang) – południowokoreański piosenkarz i aktor. Grał główne role w serialach Beethoven Virus (2008), Minam-isine-yo (2009), Mary-neun uibakjoong (2010), Sarangbi (2012), Yeppeun namja (2013) oraz Najwyższa stawka (2016).
Jang rozpoczął pracę jako model dziecięcy w wieku sześciu lat po tym, jak został odkryty przez łowcę talentów. W tym czasie rodzice Janga sprzedawali dom, a agent, który był potencjalnym nabywcą, zobaczył chłopca. Dostrzegając jego potencjał, agent doradził rodzicom Janga, aby pozwolili mu spróbować pracy jako model. Jang zadebiutował w 1997 roku w telewizyjnym serialu HBS (Channel CGV) Haengbogdo pabnida. Następnie kontynuował pracę w telewizji jako aktor dziecięcy. W gimnazjum, w 2003 roku, uczył się w Nowej Zelandii w Nelson College, w celu nauki języka angielskiego i japońskiego, jednak przez ofertę zagrania w serialu Nonstop 4 wrócił do Korei Południowej.
Ukończył studia na Uniwersytecie Hanyang na kierunku teatr i film.

## Filmografia

### Filmy
| Rok  | Tytuł                             | Rola                |
| ---- | --------------------------------- | ------------------- |
| 2006 | Chakushin ari: Final              | Ahn Jin-wo          |
| 2007 | Jeulgeoun insaeng                 | Park Hyeon-jun      |
| 2008 | Do Re Mi Fa So La Ti Do           | Shin Eun-gyu        |
| 2008 | Dziecko i ja                      | Han Joon-soo        |
| 2008 | Gidarida michyeo                  | Park Won-jae        |
| 2009 | Itaewon sal-insageon              | Robert J. Pearson   |
| 2011 | Neoneun pet                       | Kang In-ho ("Momo") |
| 2018 | Inkan, gongkan, sikan grigo inkan | Adam                |

### Telewizja
| Rok  | Tytuł                       | Rola                       | Stacja telewizyjna |
| ---- | --------------------------- | -------------------------- | ------------------ |
| 1997 | Haengbogdo pabnida          |                            | Channel CGV        |
| 1999 | Poong                       | Won-joo                    | SBS                |
| 1999 | Mannam                      | Ji-won                     | SBS                |
| 2000 | Haggyo 3                    | młodszy brat Kang Won-seok | KBS2               |
| 2001 | Yojeong keommi              | Oh Myeong-seok             | KBS2               |
| 2001 | Yeoincheonha                | młody Jeong-ryeom          | SBS                |
| 2001 | Four Sisters                | młody Lee Young-hoon       | MBC                |
| 2002 | Orange                      | Jang Keun-suk              | SBS                |
| 2002 | Daemang                     | młody Park Si-young        | SBS                |
| 2003 | Nonstop 4                   | Jang Keun-suk              | MBC                |
| 2005 | Peuraha-ui yeon-in          | Yoon Gun-hee               | SBS                |
| 2006 | Alien Sam                   | Bong-sam/Alexander         | Tooniverse         |
| 2006 | Hwang Jin-yi                | Kim Eun-ho                 | KBS2               |
| 2008 | Kwaedo Hong Gil-dong        | Lee Chang-hwi              | KBS2               |
| 2008 | Beethoven Virus             | Kang Gun-woo               | MBC                |
| 2009 | Minam-isine-yo              | Hwang Tae-kyung            | SBS                |
| 2010 | Mary-neun uibakjoong        | Kang Mu-gyul               | KBS2               |
| 2011 | Ikemen desu ne              | on sam (cameo, odc. 8)     | TBS                |
| 2012 | Sarangbi                    | Seo In-ha/Seo Joon         | KBS2               |
| 2013 | Yeppeun namja               | Dokgo Ma-te                | KBS2               |
| 2016 | Najwyższa stawka            | Baek Dae-gil               | SBS                |
| 2017 | A Korean Odyssey            | Gong Jak (cameo, odc. 3)   | tvN                |
| 2018 | Switch – Sesangeul bakkwora | Sa Do-chan / Baek Joon-soo | SBS                |

### Programy rewiowe
| Rok  | Tytuł                                              | Uwagi                                    |
| ---- | -------------------------------------------------- | ---------------------------------------- |
| 2007 | Inkigayo                                           | współprowadzący (razem z Kim Hee-chulem) |
| 2012 | The Center of the New Hallyu, I Am Jang Keun-suk   |                                          |
| 2012 | Sekai no Prince e! Chan gunsoku ~ 24 sai no sugao~ |                                          |
| 2012 | Happy Camp                                         | gościnnie (16.06.2012)                   |
| 2014 | The Return of Superman                             | gościnnie (odc. 39, 48)                  |
| 2016 | Produce 101                                        | Mentor i prowadzący                      |
| 2016 | Candy In My Ear                                    | główna obsada                            |